# Szerdahelyi József
Szerdahelyi József (Hódmezővásárhely, 1804. március 9. – Pest, 1851. február 18.) magyar  színész, operaénekes (bariton), zeneszerző, operarendező. Szerdahelyi Kálmán apja.

## Élete
Otthon tanulgatott, később tanulmányai folytatása végett Nagyváradra vitték. Itt ismerkedett meg a színészettel és ennek az ismeretségnek tulajdonítandó, hogy iskolái elvégzése után nem a biztos kenyeret adó hivatalnoki pályára lépett, amint azt szülei szerették volna, hanem beállott színésznek, ami pedig akkor a lenézéssel, megvetéssel és sokszor a koplalással volt egyjelentésű. Iskolai tanulmányait félbeszakítva 1821-ben Debrecenbe ment és ott Udvarhelyi Miklós színtársulatánál színész lett. Első szerepe Macskási Bálint volt Dugonics Macskási Julianna című színművében. A siker fölbátorította és mindvégig nagy kedvvel játszott kisebb drámai szerepeket, noha hajlamai a dalmű felé vonták. Nemsokára alkalma nyílt e hajlamát követhetni és a magyar dalmű egyik alapítója lett. Igen sokoldalú ember volt, s így belőle minden kitelt: mint drámai színész, énekes, zeneszerző, műfordító, színrealkalmazó, rendező, egyaránt fényesen megállotta helyét. Zenei tehetsége már tanulókorában feltűnt, a gitáron és fuvolán — kora divatos hangszerein — már ekkor kitűnően játszott. Korán kitűnt utánzóképessége is, főleg komikus alakok mímelésével. Mikor a színészekhez csatlakozott, eleinte csak a zenekarban jutott szerephez, később a színpadon is kezdték foglalkoztatni, majd a tagok ének- és zenetanítója és végül a Nemzeti Színházhoz kerülve az opera-előadások lelke lett.
Midőn 1824-ben Erdélyben Káli Nagy Lázár megalakította az első magyar dalszínésztársulatot, Szerdahelyi már mint tenor vagy bariton kezdett szerepelni; a Sevillai borbélyban mint Figaro oly nagy sikert aratott, hogy egyszerre a közönség kedvence lett. Közelismerés szerint Lablache után az első Figaro volt Európában. 1827-ben Kolozsvárt maga alakított dalműtársulatot és azzal vándorútra indult Magyarországra; októbertől Pesten is megfordult és ott a német színpadon is szerepelt. Olyan sikerrel lépett föl a Figaro szerepében, hogy a német igazgató mindent elkövetett szerződtetésére, azonban mindhiába. Társulata bukása után 1828-ban Nagyváradra ment; de mivel ott hasztalan várta Kolozsvárra visszahívását, Kassára szerződött és ott maradt 1835-ig; ekkor májusban társaival együtt ő is a budai társasághoz szegődött. A Figaro szerepen kívül még mint Dulcamara (Bájital) bírta a közönség osztatlan tetszését. Általában a víg dalművekben kitűnő volt. 1837-ben a Nemzeti Színház tagja lett. Különösen Raimund műveiben remekelt.
E színműveket, sok mással együtt, majdnem mind ő fordította, értvén és beszélvén németül, franciául és olaszul. E mellett a régibb dalműveket majdnem mind ő hozta színre. Első szerencsés librettofordítónk volt. 1838-ban már minden hangszeren játszott kisebb-nagyobb sikerrel és a zeneköltészet terén is kísérletet tett; igen sok magyar dallamot írt, még többet szerkesztett és hangszerelt. Mint zeneszerző kevés eredeti művel dicsekedhetik, de átírásaival mégis nagy befolyást gyakorolt a nemzeti zenére. 1839-ben szerkesztette és részben maga írta a Ludas Matyi zenéjét. 1842-ben a Nagyidai cigányokhoz és az Ördög naplójához írt kísérő zenét. 1843-ban az első magyar népszínműnek, Szigligeti Szökött katonájának zenéjét állította össze. 1844-ben Az ezred leánya c. operából színművet csinált és eredeti zenét írt ahhoz. 1847-ben a Csikóshoz, 1849-ben a Liliomfihoz, 1850-ben a Bányarém és Házassági három parancs c. darabokhoz írt zenét. Vidéki működése alatt alig volt darab, melyhez egy-két dalocskát ne írt volna. Utolsó műve négy kardal a Vid c. drámához. 1840-ben nagy sikerrel adták elő Tündérlak c. kétfelvonásos operáját, mely a Nemzeti Színház megnyitása óta a második eredeti opera volt, s amelynek értékes szerepe volt a megszületendő magyar opera útjának előkészítésében, a vígopera előfutáraként tartják számon. Ezenkívül több népdal, mint a Cserebogár, Mariskám, Hortobágyi pusztán, Rákosi dal az ő zongoraátiratában jelent meg. Egressy Béni dalait is rendszerint ő írta át zongorára.
Mint színész főleg groteszk, komikus, buffó-szerepkörökben volt kiváló, anélkül, hogy valaha is „aljas lett volna, vagy szinfalszaggatásra vetemedett volna." (Szász K.). A Szevillai borbély Figarója, a Bájital Dulcamarája, vagy a Fekete dominóbeli szerepében nemcsak mint énekes, de mint színész is kiváló volt. Mint ember kedélyes, nemesszívű, szeretetreméltó és elmés volt. 1851. február 18-án halt meg mellvízkór következtében. Korai elhunyta nagy veszteséget jelentett a magyar színművészetre.
Gyermekei közül kettő lépett a színészi pályára: Nelli, aki a vidék egyik legjelesebb énekesnője lett és Kálmán, a Nemzeti Színház tagja.

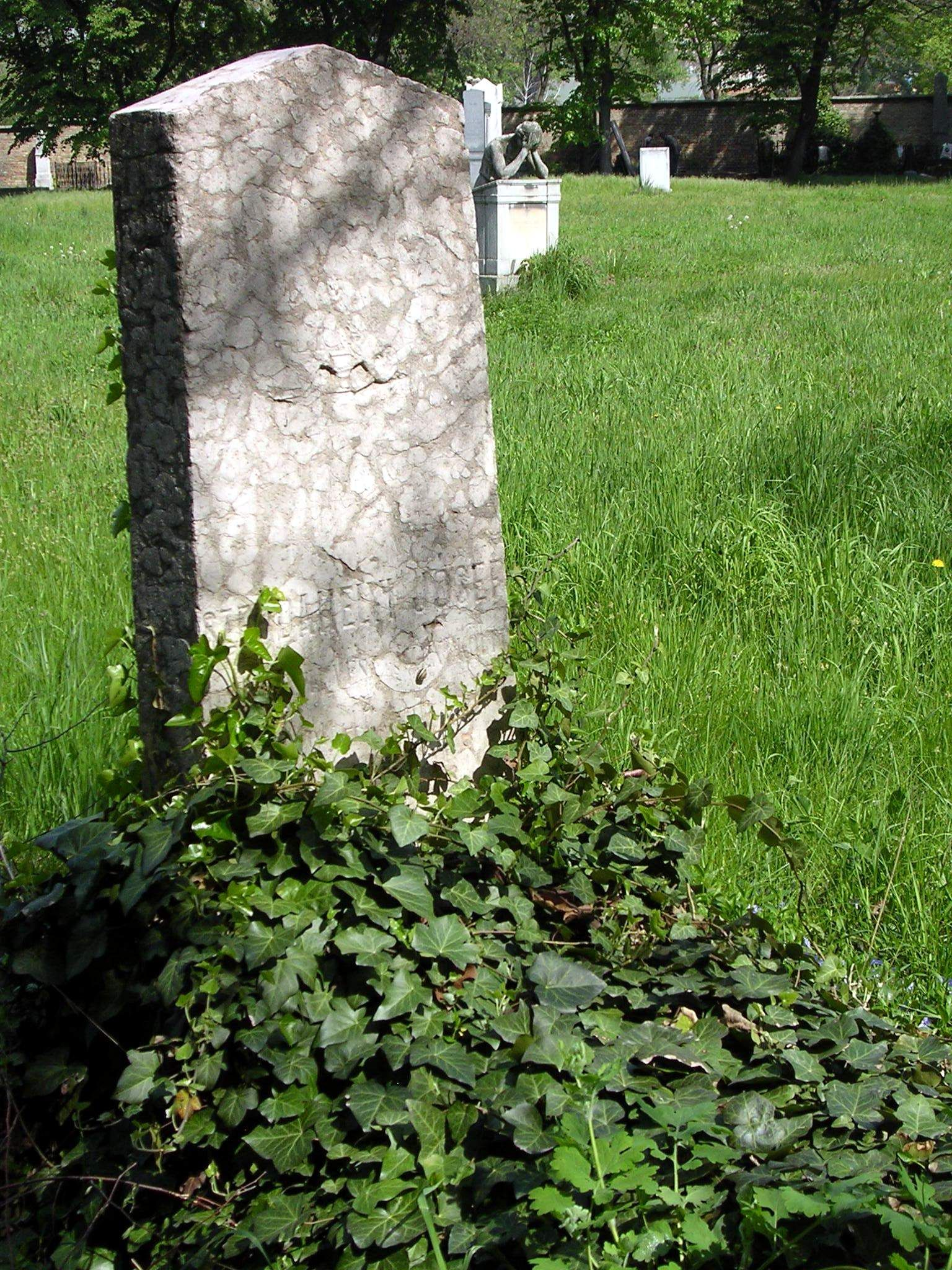
Sírja a Fiumei úti sírkertben (9-1-66)

## Főbb szerepei
- Gioachino Rossini: A szevillai borbély - Figaro
- Kisfaludy Károly: Kérők - Szélházi
- Mozart: Don Giovanni - Leporello

## Szerzeményei
- Szerdahelyi József - Szigligeti Ede: Kalapom szememre vágom (Meghallgatható)
- Gioacchino Rossini - Szerdahelyi József: Rágalom-ária
- Gioacchino Rossini - Szerdahelyi József: Figaró belépője
- Szerdahelyi József: Magosan repül a daru
- Szerdahelyi József, Füredi Mihály: A faluban a legárvább én vagyok
- Nádor Jóska, Bodrogi Zsigmond - Pető Csaba, Szerdahelyi József: Sepertem eleget
- Fráter Loránd - Szerdahelyi József: beszegődtem Tarnócára bojtárnak
- Fráter Loránd - Szerdahelyi József: Ég a kunyhó, ropog a nád[forrás?]I

## További információ
Bartalus István: Szerdahelyi József. Az ország tükre 1863. 301-302. old. Online